# サウル・カストン
サウル・カストン（Saul Caston, 1901年8月22日 - 1970年7月28日）は、アメリカのトランペット奏者、指揮者。本名はソロモン・グシコフ・コーエン(Solomon Gusikoff Cohen)。
ニューヨークの生まれ。8歳の頃からマックス・シュロスベルクにトランペットを学ぶ。1918年からフィラデルフィア管弦楽団にトランペット奏者として加わり、1923年から同団の首席トランペット奏者に昇格。一方でカーティス音楽院でアブラム・チェイシンズにピアノ、フリッツ・ライナーに指揮を学び、1935年に指揮法のディプロマを得ている。1936年からフィラデルフィア管弦楽団の副指揮者に任ぜられ、1945年まで在籍した。1941年からフィラデルフィア郊外のリーディング交響楽団の指揮者を兼務し、1945年からデンバー交響楽団の首席指揮者に転出。1964年に病を得て引退した。
ノースカロライナ州ウィンストン・セーラムにて死去。